# 瘦長人
瘦長人（英語：或），也直譯作瘦弱的人、瘦长鬼影、瘦長男、瘦形魔、妖瘦人、森林暗鬼或音譯作斯蘭達人，或按其行為稱之為殺童魔，是一名虛構的超自然人物，於2009年6月首度出現在由艾瑞克·克努森（Eric Knudsen，網名維克多·瑟吉〔〕）創作、發表於網站「嚇人玩意」的一篇Creepypasta貼文，而後成為網路爆紅事物。瘦長人的特徵是身形和手非自然的瘦長，有一張空白、沒有表情和特徵的臉孔，且經常穿著一套全黑色的西裝，結上黑色的領帶，住在森林深處。
瘦長人的故事通常圍繞著他跟蹤、綁架或傷害人們，特別是兒童。瘦長人並不只出現在最早的貼文中，許多虛構小說（主要是發佈在網路上的創作）中都有他的身影。與瘦長人有關的媒體除了文學與藝術外，還包含網路劇，如《大理石黃蜂》（於2009年開播，當中瘦長人被稱為“操控者”〔〕）。身為網路爆紅事物，瘦長人也影響了流行文化，如電子遊戲《我的世界》中的怪物「Enderman」（即末影人）就是因貌似瘦長人而參考了他的名字，而後來甚至出現了以瘦長人為主角的遊戲《瘦長鬼影：八頁紙》（2012年）和《瘦長鬼影：降臨》（2013年）。在改編自《大理石黃蜂》的電影《靈異監視》（2015年）裡，瘦長人由道格·瓊斯飾演，而在另一部電影《瘦魔人》（2018年）當中，傑維爾·伯特負責擔任瘦長人的演員。
2014年開始，受瘦長人影響而犯下的暴力行為偶有所聞，當中最出名的是2014年兩名12歲女孩犯下的重傷案，引發人們對瘦長人的道德恐慌。

## 緣起
瘦長人於2009年6月10日首度出現在網站「嚇人玩意」上的一個論壇。當時該網站正舉行一場Photoshop競賽，用戶可上傳他們創作的「超自然圖片」參與競賽。艾瑞克·克努森（Eric Knudsen，網名維克多·瑟吉〔〕）上傳了兩張黑白圖片，兩張圖片中原本只有一群小孩，不過克努森透過修圖軟體加入了一個又高又瘦、穿著黑西裝、像幽靈似的人。雖然先前上傳的參賽作品都只有圖片，但他這次附上了文字（據說是從目擊證人那得來的），這些文字描述了這人綁架孩童的行為，其名字「瘦長人」（Slender Man）亦在文中提及。
第一張圖片下的引文如下：
「我們不想離開，我們也不想宰了它們，它那自始而終的沉默和伸出的雙臂同時震懾並安撫我們……」
 — 1983年，攝影師不詳，推論已死亡
第二張圖片下的附註文字如下：
這是從史特林市圖書館大火中救出的兩張照片之一。值得注意的是，照片拍攝當天有14名孩童被稱作「瘦長人」的傢伙抓走。官方稱這張照片是「底片瑕疵」造成的。一週後，圖書館發生大火。實體照片被沒收以做為證據。
 — 1986年，由瑪莉·湯瑪士（Mary Thomas）拍攝，她於1986年6月13日失蹤
這些文字讓兩張圖片不再只是單純的圖片。之後，眾用戶陸續在貼文中提出自己心目中瘦長人的樣貌和故事，拓展了這個角色。
克努森的靈感源自札克·帕森斯（Zack Parsons）的作品《那隻陰險的野獸》（暫譯）、史蒂芬·金的小說《迷霧驚魂》和有關鬼影人、天蛾人及瘋狂毒氣怪的報導。其他參考對象還包含電影《鬼追人 (1979年電影)》（1979年）中的角色高人:58-59、H·P·洛夫克拉夫特的作品、威廉·柏洛茲的超現實主義作品，以及恐怖遊戲《沉默之丘》和《惡靈古堡》。克努森表示，他的本意是要「創造一個動機難以理解的東西，並（引發）普遍大眾的恐慌及不安」。在瘦長人之前出現的類似虛構人物或生物包含電視劇《魔法奇兵》的角色紳士（Gentlemen，出現在其中一集「寂靜」），穿著黑西裝、皮膚慘白又禿頭；黑衣，在大多數人心目中，他們有著不尋常的外表和「亞洲人」的特徵；以及DC漫畫中一個無臉的角色問者。另外，問者的真名「維克多·賽吉」（Victor Sage）類似克努森的網名「維克多·瑟吉」（Victor Surge）:58-59。

## 發布之後與成功

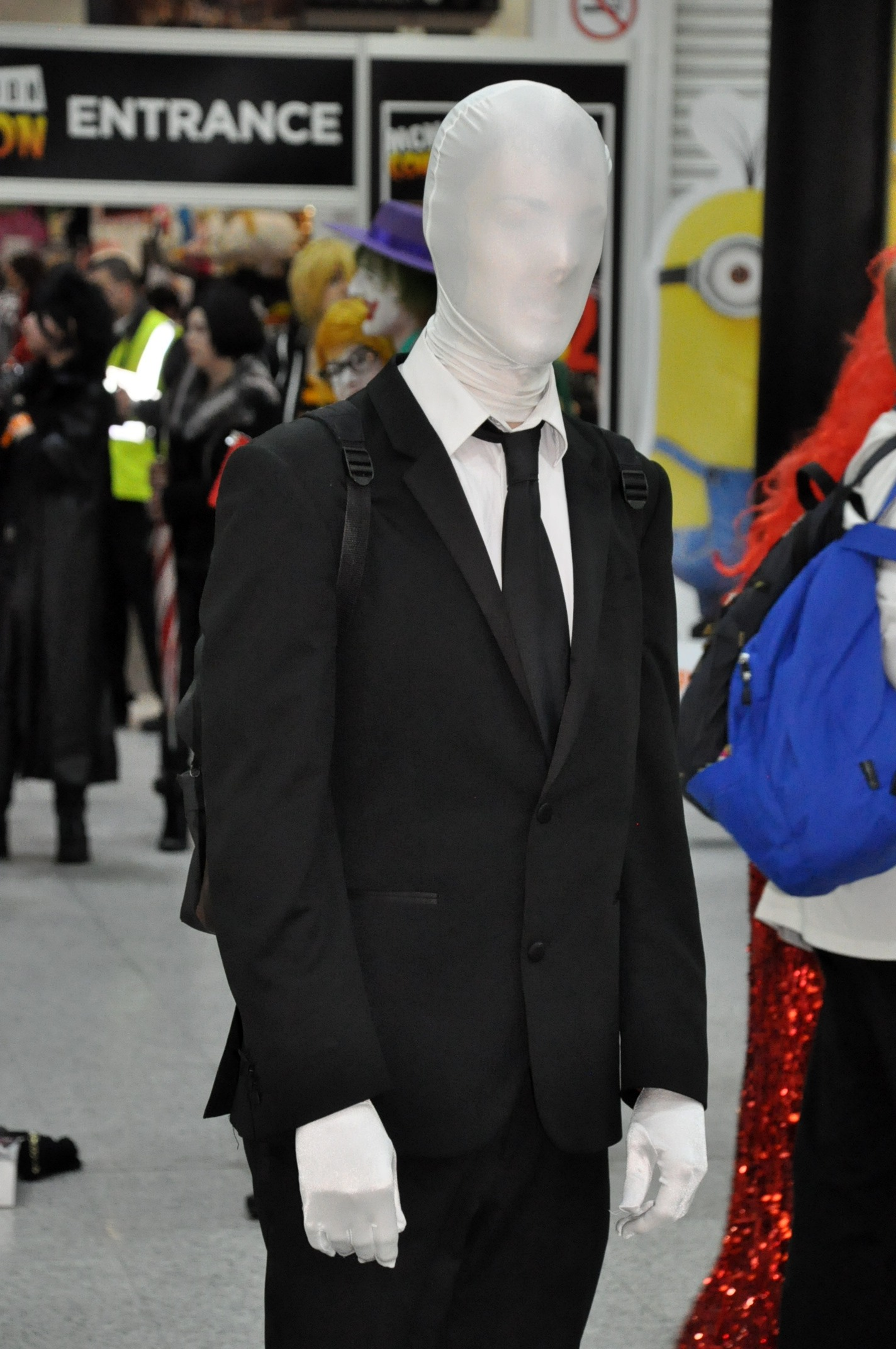
瘦長人的Cosplay

瘦長人在問世不久後就開始廣為人知:20，大量粉絲繪圖、Cosplay和Creepypasta也如雨後春筍般出現。瘦長人也成了許多作家筆下作品的題材。媒體學家兼民間傳說學家安德魯·佩克（Andrew Peck）認為瘦長人會大獲成功得歸功於其供人自由創作的協作特性。因瘦長人的動機等都模糊不清，讓人可以輕鬆設定瘦長人的描述和外貌，而這種讓人在模仿他人作品的同時還能加入自創元素的特點有助於協作風氣之成長。佩克表示，就以上來看，瘦長人傳說就像營火故事或者都市傳說，因人們能在過程中交流並展現自己的作品而成功。
非出自克努森之手的瘦長人故事首先出現在網站「嚇人玩意」上，其中最早出現的一個是由名為「Thoreau-Up」的用戶所創作。「Thoreau-Up」筆下的民間傳說故事設定於16世紀的德國，文中有個名為「Der Großman」、參考自瘦長人的角色:36。瘦長人問世5個月後，專門討論超自然話題或陰謀論、由喬治·諾里主持的電台叩應節目《Coast to Coast AM》就開始開放聽眾來電詢問有關瘦長人的事。第一部有關瘦長人的影集《大理石黃蜂》於2009年6月20日開播。該劇是從「嚇人玩意」用戶「ce gars」的創作演變而來，其劇情圍繞著電影學校學生亞歷克斯·克萊利（Alex Kralie）拍攝他的第一部學生長片作品《大理石黃蜂》時的恐怖經歷。這套「尋獲影片」類的影集於YouTube上發布，而後還衍生出一款另類實境遊戲（ARG）。截至2013年，《大理石黃蜂》在全球的訂閱數超過25萬，觀看次數也有5,500萬。之後，其他以瘦長人為主角的YouTube影集也陸續出現，如《EverymanHYBRID》和《TribeTwelve》。
2012年，一款以瘦長人為主角的電子遊戲《瘦長鬼影：八頁紙》發布，推出首月下載數超過200萬份。幾款流行的瘦長人遊戲隨後推出，如《瘦長人之影》（Slenderman's Shadow）和兩款iOS遊戲《致命無面男》（2013年）和《致命無面男2》（2014年）。《瘦長鬼影：八頁紙》的續集《瘦長鬼影：降臨》於2013年發布。多部有關瘦長人的獨立電影已經上映，包含《實體》（暫譯）和《瘦長人》（The Slender Man，在透過Kickstarter募集到1萬美元後免費在網上發布）。2013年，據報導，《大理石黃蜂》將拍成電影搬上大螢幕。2015年，改編電影《靈異監視》以隨選視訊（VOD）形式在美國發布，劇中瘦長人由道格·瓊斯飾演。隔年，索尼影視娛樂的子公司螢幕寶石影業與神話娛樂（Mythology Entertainment）合作，計劃拍一部以瘦長人為主角的電影《瘦魔人》，而演員人選為傑維爾·伯特。該片已於2018年在美國上映。

## 描述

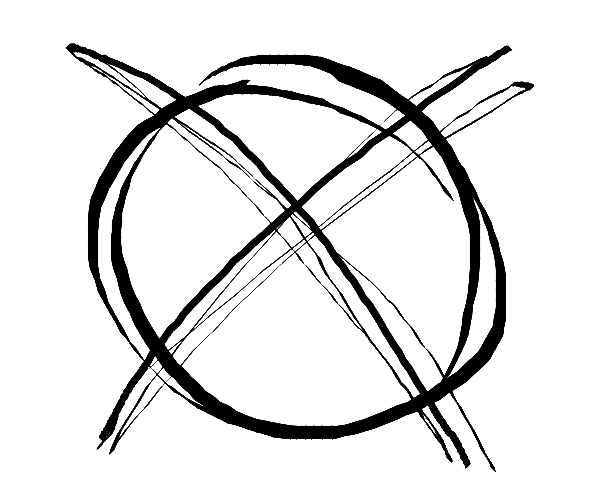
《大理石黃蜂》中的瘦長人標記

由於瘦長人這個虛構的神秘角色並沒有一本官方的「正典」作參考，他的外貌、動機、習性及能力等屬性並不固定，往往隨著故事作者的描述而轉變。一般來說，瘦長人的身材高瘦，有一對異常長、觸手似的手臂，又或乾脆連手臂也沒有，只有觸手，而且可以伸展至能夠恐嚇或捕獲獵物的長度。瘦長人有著一顆白色、沒有特徵的頭，但有時他的臉部會因不同目擊者而顯現出不同的樣貌。服裝方面，他通常穿著一套深色的西裝，結著領帶。瘦長人往往與森林、野外或廢棄地點有所關連，而且有能力作瞬間移動:58-59。此外，在許多版本的故事中，靠近瘦長人會得到「瘦長病」（Slender sickness），導致強烈的偏執、噩夢、幻覺和流鼻血。
在早期的故事中，瘦長人以孩童或青少年為主要目標，其中有的青少年有精神方面的疾病，有的則沒有，而也有人表示去調查瘦長人就會被盯上:58-59。以瘦長人為主角的影集《大理石黃蜂》中出現了「手下」（即臣服於瘦長人的人類）的概念。這些人類剛開始會變得暴力且瘋狂，最後成為瘦長人的傀儡:58-59。改編電影《妖瘦男》中也有出現瘦長人控制人們行兇的情節。《大理石黃蜂》裡還給了瘦長人一項能力：干擾錄影和錄音。瘦長人的標誌亦在該劇中首度出現，而這個標誌後來也成了瘦長人傳說的一部份:58-59。此外，在瘦長人的眾多故事中，暴力和肉體恐怖都是少見的元素，且許多故事都沒有透露受害者最後的命運:58-59。
極大多數的人都知道瘦長人不是真的，但他們大多選擇忽略這點，以便在說故事或聽故事時能更加專心和沉浸其中。這為瘦長人傳說增添了幾分真實的感覺，模糊了虛構與事實的界線。因此，有一些人對瘦長人的起源和動機感到困惑。《明星論壇報》的一篇報導稱瘦長人的起源「難以確定」。克努森評論道，儘管多數人都知道瘦長人是在網站「嚇人玩意」上被創造出來的，但依舊有人相信瘦長人可能是真有其事。喬治亞大學教授雪拉·切絲（Shira Chess）指出，「很少有故事寫出瘦長人究竟是怎樣的一種怪物，以及他具體的意圖究竟是什麼——這些模糊之處有益無害」。

### 傳說性質
許多學者認為，儘管瘦長人是有著可考緣起的虛構作品，但仍可當做一個「網路傳說」來看。雪拉·切絲表示，傳統民間傳說和時下流行的網路自由創作相似，而瘦長人就是個典型的例子，他與吸血鬼和狼人等傳統怪物存在一點不同之處，即他的創作源起有跡可循，讓人們得以探索一個傳說故事的源起。切絲指出，瘦長人傳說有三點與傳統民間傳說相同：集眾人之創作而成、不同的說故事者可能會自行修改故事，以及說故事者會反映觀眾的口味而自行修改故事:58-59。
安德魯·佩克認為瘦長人傳說是種正宗的傳統民間傳說，並指出瘦長人傳說與非網路傳說的新興演繹方式頗為相似。佩克也表示，網路傳說的演繹方式為傳統傳說的演繹方式拓展了數條值得注意的新道路，例如鼓勵眾人參考、模仿或個人化傳說故事，以及透過口頭、文章或視覺媒體等管道來傳播等。最後，佩克總結道，「瘦長人傳說結合了傳統的口頭方式和新興的視覺媒體兩個傳播管道，潛力無窮」。
傑夫·托伯特（Jeff Tolbert）也同意瘦長人屬於一種傳說。托伯特表示，瘦長人做出了前所未有的事：「瘦長人傳說是眾人創作的成果，且刻意以傳統民間傳說為參考對象。這是一個新物體誕生的過程，同時也是一個全新的例子」。南丹麥大學的湯瑪斯·佩提特（Thomas Pettitt）教授認為，瘦長人傳說是現今時代以他的「古騰堡括號」理論結束的其中一個現象：從印刷術出現到網路流行這段時間，故事和訊息透過各式各樣的媒介傳遞，數位化革命就好比讓人們回到更早以前，用口頭方式等傳統管道來傳播，而一段故事就會在這樣的情況下，因說故事者的不同而漸漸改變、擴展，瘦長人傳說便有著上述的特性。

## 解讀
雪拉·切絲認為瘦長人是對「無助、力量落差和無名勢力」的隱喻。佩克則表示，瘦長人與數位時代常見的焦慮有相似之處，例如第三方的監控者。網站The Elm的作者泰·范霍恩（Tye Van Horn）指出，瘦長人代表著現代對未知的恐懼：在一個資訊超載的時代，人們已經不習慣未知的感覺，導致他們對未知的東西有著強烈的恐懼感。瘦長人影集《大理石黃蜂》的主創特洛伊·瓦格納（Troy Wagner）表示，瘦長人之所以會恐怖，是因為人們可以將他塑造成自己心目中最恐懼的東西。

## 著作權
儘管屬於傳說性質，但瘦長人並不屬於公有領域。部分涉及瘦長人的營利性計劃在被克努森或其他人投訴後，不得發布其成品。克努森本人對於瘦長人相關的作品表示祝福，但就算他是作者，相關作品的生殺大權仍是由身分尚未公開的第三方握有的。克努森說，他為了保障著作權而申請的法律制裁大多不是因為金錢，而是為了維護瘦長人這個角色的品質：「我希望能看到一些優秀的作品......一些嚇人、令人不安且與眾不同的東西。我討厭那些俗氣普通的東西」。到了2016年5月，神話娛樂買下了瘦長人的媒體改編權。

## 相關事件

### 沃基肖郡刺傷案
2014年5月31日，美國威斯康辛州沃基肖縣的兩名12歲女孩愛妮莎·E·懷爾（Anissa E. Weier）與摩根·E·蓋瑟（Morgan E. Geyser）將一名同齡女同學佩頓·路特娜（Payton Leutner）引誘到公園後，將她壓倒在地，捅她19刀。兩人離開現場後，佩頓爬出樹林到馬路邊求救，一名路過的自行車騎士發現她並報警，佩頓撿回了一條命。
經警方詢問後，兩人表示自己曾在網路上讀過有關瘦長人的故事，打算透過謀殺來成為瘦長人的手下，為此她們计划了數個月。兩人也說，若她們不殺人，瘦長人可能就會殺她們的家人。兩人被診斷出有精神方面疾病，但依舊被以成人的身份起訴，面臨65年的徒刑。2014年8月1日，摩根經判定無法接受審判，對她的起訴暫緩，直到她好轉為止。到了11月12日，一名醫師判斷，摩根已康復到足以接受審判的程度。12月19日，法官裁定兩人都有能力接受審判。2015年8月，主審法官裁定這兩名女孩將以成年人的身份受審，兩人的審判將分開進行。
2017年8月21日，已經15歲的愛妮莎承認自己犯下了二級謀殺罪，但稱自己無須對在瘋狂情況下犯下的罪行負責。雖然檢察官表示她當時知道自己在做錯事，但陪審團確定她在犯案時患有精神疾病。12月21日，沃基肖郡法官麥可·柏倫（Michael Bohren）判處當時已16歲的愛妮莎必須監禁在精神病院中直到她40歲為止。2018年2月1日，美聯社報導，摩根被判監禁在威斯康辛精神病院至少40年。瘦長人的創作者克努森表示，「我對威斯康辛州發生的悲劇深感悲痛，也對受這件駭人慘劇影響的家庭深感同情」，並不願再就此事接受任何採訪。一部根據該事件改編的記錄片《當心瘦長人》（暫譯）由HBO影業在2016年3月發布，並於2017年1月23日在HBO播出。

### 其他事件
2014年6月，美國俄亥俄州漢密爾頓縣辛辛那提的一名不明女子告訴WLWT電視台的記者，她的13歲女兒用刀襲擊了她。根據女子的說法，她的女兒寫了許多恐怖小說，其中也包含以瘦長人為主題的故事，女子稱瘦長人就是女兒襲擊她的動機。
2014年9月4日，美國佛罗里达州帕斯科縣里奇港的一名14歲少女在家中放火，她的母親和9歲的弟弟身陷火海。警方指出，這名少女一直在讀有關瘦長人的故事，以及大久保篤的日本漫畫《SOUL EATER 噬魂者》。帕斯科郡警長辦公室的艾迪·丹尼爾斯（Eddie Daniels）表示，「這名少女曾瀏覽過許多有關瘦長人的資訊和故事，這起案件肯定與此有關」。
2015年年初，美國松岭印第安保留地發生多起12至24歲年輕人的自殺行為，瘦長人可能是原因之一：奧格拉拉蘇族的酋長指出，許多美洲原住民因部落傳統而相信「與瘦長人類似」的「自殺精神」。

## 在其他作品中
- 2011年，沙盒獨立遊戲《我的世界》的開發者馬庫斯·泊松在遊戲中添加了一個新的敵對角色，因Reddit和Google+上的多個用戶認爲它與瘦長人相似，泊松便將其命名為「Enderman」（即終界使者）[67]。
- 2013年，瘦長人在電視劇《妖女迷行》的一集「SubterrFaenean」中擔綱反派[68]。
- 2013年年初，福斯廣播公司的深夜動畫節目《高清動畫王國（英语：Animation Domination High-Def）》（ADHD）中有一首歌和一段動畫影片名為「同情瘦長人」（暫譯）[69]。
- 2014年，瘦長人客串於動畫電視劇《Total Drama All-Stars（英语：Total Drama All-Stars and Pahkitew Island）》的一集「Moon Madness」中[70]。
- 2014年，瘦長人客串於動畫電視劇《彩虹小馬》的一集「半路認親」（Pinkie Apple Pie）中，以小馬型態登場[71]。
- 2014年，瘦長人以「瘦人」（暫譯）的名字出現在電視劇《超自然檔案》的一集「瘦人」中[72]。
- 2014年，電視劇《法網遊龍：特案組》第16季（英语：Law & Order: Special Victims Unit (season 16)）的一集「Glasgowman's Wrath（英语：Glasgowman's Wrath）」靈感來自2014年發生的刺傷案[73]。
- 2016年，美國恐怖龐克（英语：Horror punk）樂團Haunted Garage（英语：Haunted Garage）推出了一張名為《瘦長人和其他詭異故事》（暫譯）的EP，其中包含一首以瘦長人和2014年發生的刺傷案為主題的歌曲[74]。
- 2018年，Lifetime電視台（英语：Lifetime (TV network)）播出了一部受到2014年刺傷案啟發的電影《林中的恐懼》（暫譯）[75][76]。
- 桌遊《Kingdom Death: Monster（英语：Kingdom Death: Monster）》有個可在網路上訂購的瘦長人擴充包[77]。
- 2018年，瘦長人出現在Netflix推出的美國成人動畫《青春無密語（英语：Big Mouth (TV series)）》的其中一集「計劃生育秀」（暫譯）[78]。

## 延伸閱讀
- Curlew, Abigail. . First Monday. 2017-06-01  [2021-09-02]. ISSN 1396-0466. doi:10.5210/fm.v22i6.6901. （原始内容存档于2022-01-07）.

## 外部連結
- 瘦長人問世的論壇
- 有關瘦長人的圖片 （页面存档备份，存于）